# Suore ancelle dell'Immacolata Concezione della Beata Vergine Maria
Le suore ancelle dell'Immacolata Concezione della Beata Vergine Maria (in polacco Siostry Służebniczeki N.M.P. Niepokalanie Poczętej) sono un istituto religioso femminile di diritto pontificio.

## Storia
Le origini della congregazione risalgono al 3 maggio 1850, quando Edmund Bojanowski fondò a Gostyń le ancelle dell'Immacolata Concezione delle Vergine Maria.
Il 12 agosto 1866 le suore aprirono un asilo a Poręba, da dove si diffusero in tutta la Slesia fondando scuole e ospedali.
Nel 1897 le case delle ancelle dell'Immacolata Concezione delle Vergine Maria in Slesia, parte del Regno di Prussia, si resero indipendenti dalla casa-madre, dando inizio a una congregazione indipendente.
L'istituto ricevette il pontificio decreto di lode nel 1931 e le sue costituzioni furono approvate definitivamente dalla Santa Sede il 9 giugno 1947.

## Attività e diffusione
Le suore si dedicano all'istruzione e all'educazione cristiana della gioventù, specie abbandonata, all'assistenza agli ammalati, soprattutto poveri e a domicilio, e ad altre forme di apostolato.
Oltre che in Polonia, sono presenti in Bielorussia, Canada, Francia, Italia e Ucraina; la sede generalizia è a Breslavia.
Alla fine del 2008 la congregazione contava 763 religiose in 119 case.